# Kaarel Nurmsalu
Kaarel Nurmsalu, né le 30 avril 1991 à Tamsalu, est un sauteur à ski estonien, qui a commencé en tant que coureur du combiné nordique.

## Carrière
Membre du Skiclub Telemark, il a été actif en combiné nordique entre 2007 et 2011, année où il remporte trois médailles de bronze aux Championnats du monde juniors dont une en saut à ski. Il marque un seul point dans la Coupe du monde de combiné nordique à Kuusamo (30e) et gagne une manche de la Coupe continentale à Klingenthal en janvier 2011. En 2009 et 2011, il participe aux Championnats du monde en combiné (31e est son meilleur résultat individuel).
Il fait ensuite ses débuts en Coupe du monde de saut à ski à Lahti en mars 2011. Trois ans plus tard, il participe aux Jeux olympiques de Sotchi. Un mois plus tard, il obtient son meilleur résultat et seul top dix en Coupe du monde avec une sixième place à Oslo.
Il a battu en 2012 le record national de vol à ski, en atterrissant à 204 mètres à Vikersund.
Il prend sa retraite sportive durant l'été 2014.
Il fait son retour à la compétition en 2017 avec pour objectif les Jeux olympiques d'hiver de 2018. Cependant, en raison de problème de santé, il doit arrêter à nouveau sa carrière à l'été 2017.

## Palmarès en saut à ski

### Jeux olympiques
| Épreuve / Édition | Sotchi 2014 |
| Petit tremplin    | 38e         |
| Grand tremplin    | 41e         |

### Championnats du monde
| Épreuve / Édition | Épreuve / Édition | Val di Fiemme 2013 | Lahti 2017 |
| Petit tremplin    | Petit tremplin    | 26e                | 48e        |
| Grand tremplin    | Grand tremplin    | 26e                | 45e        |

### Championnats du monde de vol à ski
| Épreuve / Édition | Vikersund 2012 | Harrachov 2014 |
| Individuel        | 37e            | 37e            |

### Coupe du monde
- Meilleur classement général : 49e en 2013.
- Meilleur résultat individuel : 6e.

#### Classements en Coupe du monde
| Année     | Classement général final |
| 2012-2013 | 49e                      |
| 2013-2014 | 59e                      |
| 2016-2017 | 69e                      |

### Championnats du monde junior
| Épreuve / Édition | Otepää 2011 |
| Individuel        | Bronze      |
| Par équipes       | 10e         |

## Palmarès en combiné nordique

### Championnats du monde
| Épreuve / Édition            | Épreuve / Édition            | Liberec 2009                     | Oslo 2011                        |
| Gundersen                    | PT                           | 35e                              | DNS                              |
| Gundersen                    | GT                           | 50e                              | 31e                              |
| Départ en masse (Mass start) | Départ en masse (Mass start) | 48e                              | Épreuve inexistante à cette date |
| Par équipes                  | Par équipes                  | 9e                               | Épreuve inexistante à cette date |
| Par équipes                  | PT                           | Épreuve inexistante à cette date |                                  |
| Par équipes                  | GT                           | Épreuve inexistante à cette date |                                  |

légende : PT = petit tremplin, GT = grand tremplin, DNS = n'a pas pris le départ

### Coupe du monde
- Meilleur classement général : 56e en 2011.
- Meilleur résultat individuel : 30e.

### Championnats du monde junior
- 2 médailles de bronze en 2011 à Otepää en Gundersen HS 100 + 5 km et Gundersen HS 100 + 10 km.

### Coupe continentale
- 1 victoire.

### Championnat d'Estonie
- En individuel, il a remporté le championnat en 2010. Il termine second en 2007 et 2009. Il a remporté le titre par équipes en 2009 avec Aldo Leetoja.
- Lors des compétitions d'été, il a remporté le titre en 2008 (sprint), 2009 et 2010 et il termine 3e dans le gundersen en 2008.